# Boris Gregorka
Boris Gregorka (Brežice, Eslovenia, 2 de agosto de 1906-Liubliana, Eslovenia, 19 de marzo de 2001) fue un gimnasta artístico yugoslavo, medallista de bronce olímpico en Ámsterdam 1928 en el concurso por equipos.

## Carrera deportiva

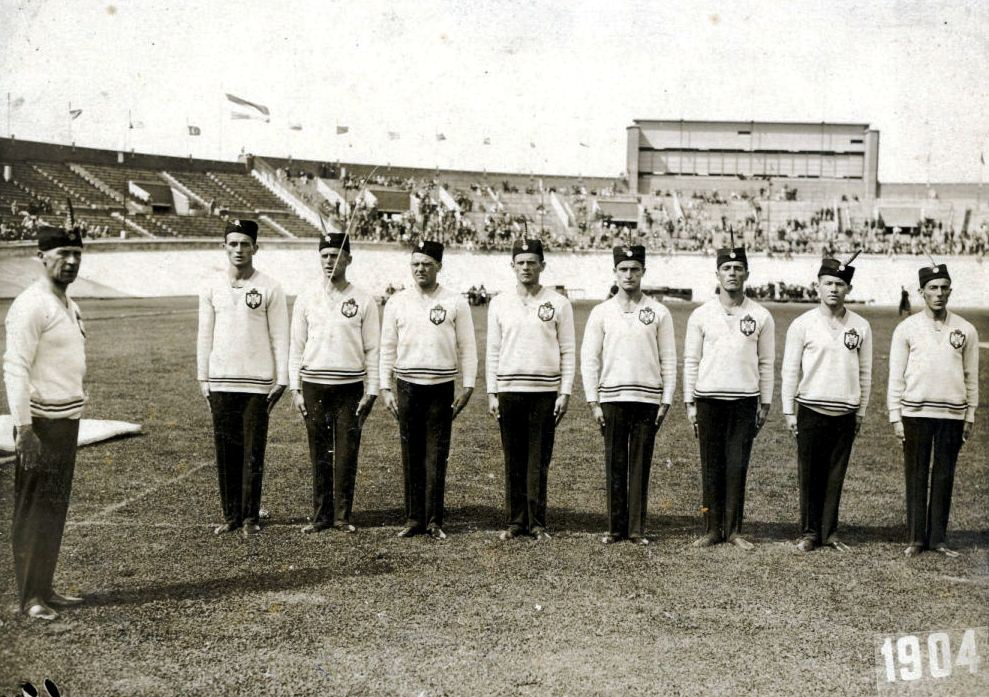
Equipo yugoslavo en Ámsterdam 1928; Antonijevic es el primero por la izq.

En las Olimpiadas celebradas en Ámsterdam en 1928 gana medalla de bronce en el concurso por equipos, tras los suizos y los checoslovacos, siendo sus compañeros de equipo: Dragutin Cioti, Stane Derganc, Eduard Antonijevič, Anton Malej, Ivan Porenta, Josip Primožič y Leon Štukelj.